# تصاوغ إندو-إكسو

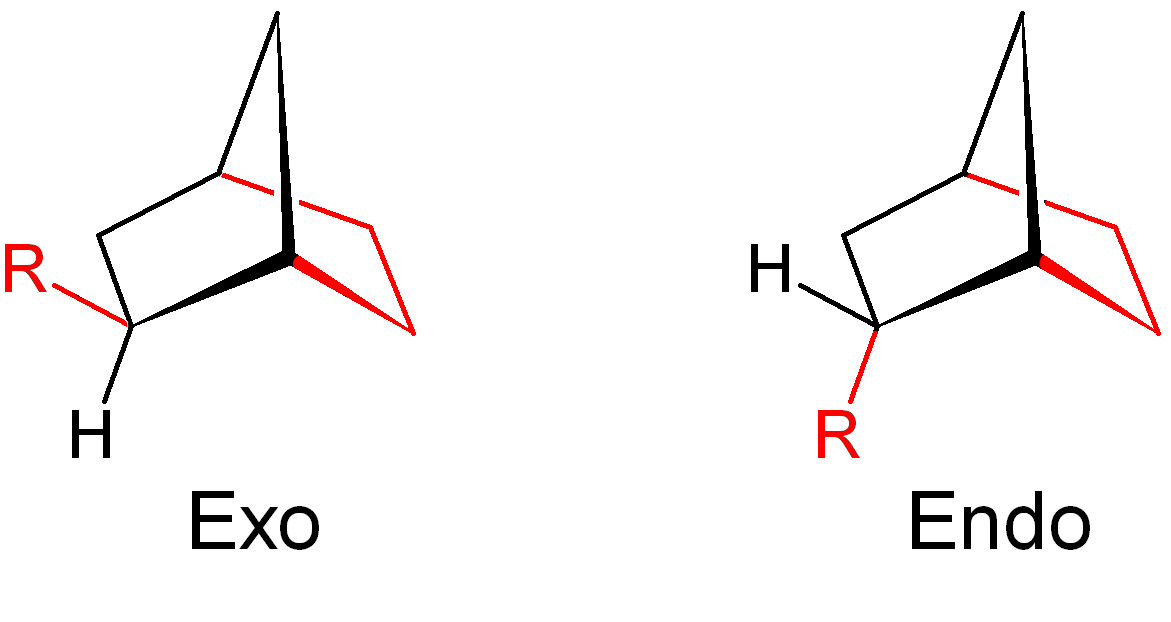
تصاوغ إندو وإكسو في أنظمة نوربونيل

تصاوغ إندو-إكسو (بالإنجليزية: endo-exo isomerism)‏ هو نوع خاص من التصاوغ الفراغي يوجد في المركبات العضوية التي تحوي مستبدلا على نظام حلقي جسري، البادئة إندو مخصصة للمتماكب الذي يكون مستبدله أقرب للجسر الطويل "syn"، واللاحقة إكسو مخصصة للمتماكب الذي يكون مستبدله أبعد عن الجسر الطويل "anti". يقصد هنا بالجسر الطويل الجسر الذي يحوي على أكبر عدد من الذرات (التفرع الثقيل). يوجد هذا النوع من البنية الجزيئية في أنظمة نوربورنان مثل ثنائي حلقي البنتاديين.
يستخدم المصطلحان إندو وإكسو بنفس المعنى في الانتقائية الفراغية لتفاعلات ديلز ألدر.
```
في الشكل المقابل الجسر الطويل (بالأحمر) عدد ذراته أربع أكبر من الجسر ذو ثلاث ذرات وبالتالي فإن قرب المستبدل R (بالأحمر) منه يحدد نوع المتماكب.
```